# Silene sericea
Silene sericea är en nejlikväxtart som beskrevs av Carlo Allioni. Silene sericea ingår i släktet glimmar, och familjen nejlikväxter. Inga underarter finns listade i Catalogue of Life.

## Bildgalleri

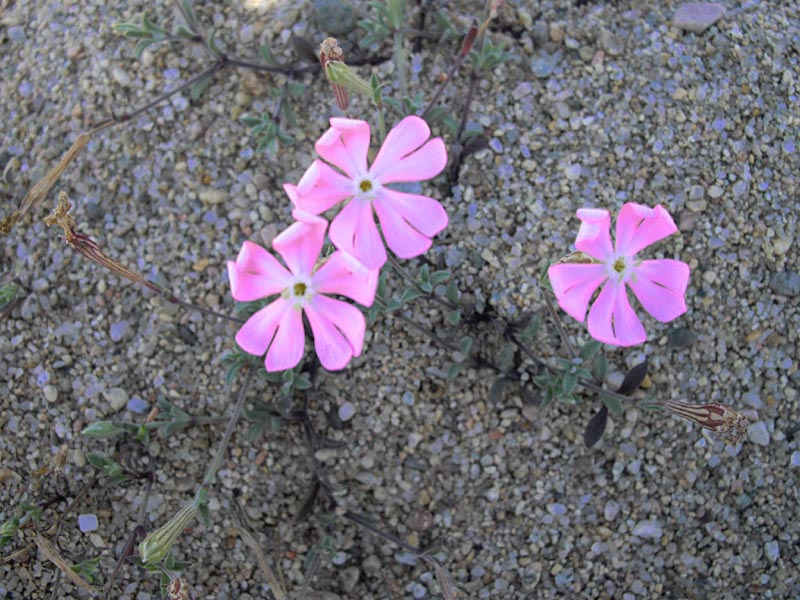